# José Luis Pacheco (boxeador)
José Luis Pacheco (Madrid, 22 de agosto de 1949), conocido deportivamente como Dum Dum Pacheco, es un exboxeador español que compitió en la categoría del peso wélter.

## Biografía
José Luis Pacheco nació en el barrio madrileño de Lavapiés, en el seno de una familia muy humilde. Entró en la banda callejera «Los Ojos Negros» siendo casi un niño, y pronto se convirtió en uno de sus miembros más destacados. En 1965, amenazó al dueño de una discoteca para que permitiese tocar al naciente grupo de música pop Los Dayson, cuyo cantante Camilo Blanes sería posteriormente célebre como Camilo Sesto. En otra ocasión, atracó una farmacia a punta de navaja junto con otro pandillero, pero acabaron detenidos. En la cárcel, Pacheco conoció a El Lute, Jesús Gil y Antonio Gades. También se volvió aún más violento. Agredió a un guardia, y su condena, inicialmente de unos meses, se prolongó hasta los dos años.
Al salir de la cárcel, quiso reconducir su vida y se alistó en la Legión. En un bar vio por la televisión un combate de boxeo de Fred Galiana, lo que le animó a emprender una carrera como púgil en la que cosechó un gran éxito. Llegó a ser campeón nacional de peso wélter, número uno de Europa y décimo del ranking mundial. También entró en el mundo del cine, debutando en 1977 en la película Juventud drogada.
En 1982 sufrió un accidente de tráfico que truncó su carrera. Se retiró definitivamente del boxeo en 1987.

## Trayectoria en el boxeo
| N.º | Resultado    | Balance    | Rival                      |       | Asalto  | Fecha      | Localidad              |
| --- | ------------ | ---------- | -------------------------- | ----- | ------- | ---------- | ---------------------- |
| 110 | Victoria     | 73-22-14-1 | José María Cosano          | RET.  | 4 (6)   | 15/8/1987  | Collado Villalba       |
| 109 | Nulo         | 72-22-14-1 | José María Cosano          | PTS   | 6       | 24/7/1987  | Ordicia                |
| 108 | Victoria     | 72-22-13-1 | Francisco García de Pablo  | KOT   | 5 (8)   | 18/10/1986 | Collado Villalba       |
| 107 | Victoria     | 71-22-13-1 | Francisco García de Pablo  | KOT   | 4 (8)   | 20/9/1986  | Collado Villalba       |
| 106 | Victoria     | 70-22-13-1 | José María Castillo        | KOT   | 5 (8)   | 12/9/1986  | Madrid                 |
| 105 | Victoria     | 69-22-13-1 | Santiago Cañadas           | KOT   | 2 (8)   | 9/8/1986   | Collado Villalba       |
| 104 | Derrota      | 68-22-13-1 | José Hernández             | DESC. | 8 (10)  | 2/10/1982  | Santa Cruz de Tenerife |
| 103 | Victoria     | 68-21-13-1 | Mohammed el Kadoumi        | PTS   | 8       | 30/7/1982  | Madrid                 |
| 102 | Derrota      | 67-21-13-1 | Antonio Guinaldo           | PTS   | 8       | 16/4/1982  | Barcelona              |
| 101 | Derrota      | 67-20-13-1 | Antonio Guinaldo           | PTS   | 8       | 5/3/1982   | Barcelona              |
| 100 | Victoria     | 67-19-13-1 | Ronald Zenon               | PTS   | 8       | 23/10/1981 | Madrid                 |
| 99  | Victoria     | 66-19-13-1 | Francisco Gómez Landero    | DESC. | 3 (8)   | 29/8/1981  | Ibiza                  |
| 98  | Victoria     | 65-19-13-1 | Mohammed el Kadoumi        | KOT   | 7 (8)   | 10/7/1981  | Albacete               |
| 97  | Nulo         | 64-19-13-1 | Billy Waith                | PTS   | 8       | 6/6/1981   | Zaragoza               |
| 96  | Victoria     | 64-19-12-1 | Bechir Boundka             | KO    | 1 (8)   | 14/5/1981  | Bilbao                 |
| 95  | Victoria     | 63-19-12-1 | Claude Lancastre           | KO    | 3 (8)   | 10/4/1981  | Madrid                 |
| 94  | Derrota      | 62-19-12-1 | Larry Martin               | KOT   | 5 (8)   | 4/2/1981   | Bilbao                 |
| 93  | Victoria     | 62-18-12-1 | Jesús Rodríguez de la Rosa | KOT   | 3 (8)   | 20/12/1980 | Santa Cruz de Tenerife |
| 92  | Victoria     | 61-18-12-1 | Mario Molina               | PTS   | 8       | 13/9/1980  | Málaga                 |
| 91  | Victoria     | 60-18-12-1 | Iluminado Díez Castellanos | KOT   | 3 (8)   | 29/8/1980  | Palma de Mallorca      |
| 90  | Derrota      | 59-18-12-1 | Andoni Amana               | KOT   | 9 (10)  | 22/7/1980  | Bilbao                 |
| 89  | Victoria     | 59-17-12-1 | Carlos Foldes              | KO    | 2 (10)  | 4/7/1980   | Madrid                 |
| 88  | Victoria     | 58-17-12-1 | Manuel Lira                | PTS   | 8       | 6/6/1980   | Madrid                 |
| 87  | Victoria     | 57-17-12-1 | Enrique Pino Tobío         | KOT   | 2 (8)   | 2/5/1980   | Sevilla                |
| 86  | Victoria     | 56-17-12-1 | Tusikoleta Nkalankete      | PTS   | 8       | 8/3/1980   | Palma de Mallorca      |
| 85  | Derrota      | 55-17-12-1 | Fermín Gallardo            | PTS   | 8       | 14/2/1980  | Bilbao                 |
| 84  | Victoria     | 55-16-12-1 | Osvaldo Lopes              | KO    | 5 (8)   | 8/12/1979  | Málaga                 |
| 83  | Derrota      | 54-16-12-1 | Carlos Morales             | PTS   | 10      | 8/9/1979   | Lepe                   |
| 82  | Victoria     | 54-15-12-1 | Smelin Jiménez             | KOT   | 2 (8)   | 14/8/1979  | Benidorm               |
| 81  | Victoria     | 53-15-12-1 | Jurgen Boss                | KO    | 2 (8)   | 21/7/1979  | Benidorm               |
| 80  | Victoria     | 52-15-12-1 | Johnny Davis               | KO    | 5 (8)   | 6/7/1979   | Palma de Mallorca      |
| 79  | Nulo         | 51-15-12-1 | Carlos Morales             | PTS   | 8       | 18/5/1979  | Barcelona              |
| 78  | Nulo         | 51-15-11-1 | Ángel José Ortiz           | PTS   | 8       | 7/4/1979   | Santander              |
| 77  | Victoria     | 51-15-10-1 | Juan Disla                 | KO    | 3 (8)   | 16/2/1979  | Barcelona              |
| 76  | Victoria     | 50-15-10-1 | Fernando Pérez             | KOT   | 6 (8)   | 24/12/1978 | Bilbao                 |
| 75  | Victoria     | 49-15-10-1 | Raúl Añón                  | KOT   | 4 (12)  | 9/12/1978  | La Coruña              |
| 74  | Nulo         | 48-15-10-1 | José Ramón Gómez Fouz      | PTS   | 12      | 11/11/1978 | Gijón                  |
| 73  | Victoria     | 48-15-9-1  | José Diogo                 | KOT   | 2 (8)   | 25/8/1978  | Gijón                  |
| 72  | Victoria     | 47-15-9-1  | Fernando Pérez             | PTS   | 8       | 24/12/1978 | Madrid                 |
| 71  | Victoria     | 46-15-9-1  | Carlos Santos              | KO    | 2 (8)   | 16/6/1978  | Logroño                |
| 70  | Victoria     | 45-15-9-1  | Horacio Ruiz               | PTS   | 12      | 12/5/1978  | Bilbao                 |
| 69  | Nulo         | 44-15-9-1  | José Carlos Díaz Requena   | PTS   | 8       | 14/4/1978  | Bilbao                 |
| 68  | Nulo         | 44-15-8-1  | Antonio Casado             | PTS   | 8       | 18/2/1978  | Logroño                |
| 67  | Victoria     | 44-15-7-1  | Jesús Rodríguez de la Rosa | KOT   | 7 (8)   | 6/1/1978   | Bilbao                 |
| 66  | Victoria     | 43-15-7-1  | Mario Molina               | PTS   | 8       | 31/12/1977 | Torremolinos           |
| 65  | Derrota      | 42-15-7-1  | Antonio Ortiz              | PTS   | 8       | 4/11/1977  | Madrid                 |
| 64  | Victoria     | 42-14-7-1  | Antonio Oke                | PTS   | 8       | 7/10/1977  | Madrid                 |
| 63  | Victoria     | 41-14-7-1  | Abdel Messaoud             | KOT   | 5 (8)   | 23/4/1977  | Santander              |
| 62  | Victoria     | 40-14-7-1  | Antonio Torsello           | KOT   | 3 (8)   | 17/6/1977  | Madrid                 |
| 61  | Victoria     | 39-14-7-1  | José Diogo                 | KOT   | 2 (8)   | 11/6/1977  | Málaga                 |
| 60  | Victoria     | 38-14-7-1  | Abdel Messaoud             | KO    | 7 (8)   | 23/4/1977  | Las Palmas             |
| 59  | Nulo         | 37-14-7-1  | Kevin White                | PTS   | 8       | 1/4/1977   | Madrid                 |
| 58  | Victoria     | 37-14-6-1  | Floyd Ngomba               | KO    | 1 (8)   | 26/11/1976 | Madrid                 |
| 57  | Victoria     | 36-14-6-1  | José Carlos Díaz Requena   | KOT   | 5 (12)  | 6/11/1976  | San Fernando           |
| 56  | Victoria     | 35-14-6-1  | Juan Pena                  | KO    | 8 (12)  | 7/9/1976   | Melilla                |
| 55  | Victoria     | 34-14-6-1  | José Luis Palacios         | KOT   | 4 (12)  | 28/8/1976  | Zaragoza               |
| 54  | Victoria     | 33-14-6-1  | José Diogo                 | PTS   | 6       | 17/7/1976  | Santander              |
| 53  | Victoria     | 32-14-6-1  | Georges Perrot             | PTS   | 8       | 9/7/1976   | Zaragoza               |
| 52  | No disputado | 31-14-6-1  | Perico Fernández           | -     | 10      | 27/2/1976  | Madrid                 |
| 51  | Victoria     | 31-14-6    | Moisés Fajardo             | KO    | 2 (12)  | 10/1/1976  | Santa Cruz de Tenerife |
| 50  | Victoria     | 30-14-6    | Francisco Torres Arbizu    | PTS   | 8       | 1/11/1975  | Huesca                 |
| 49  | Victoria     | 29-14-6    | Moisés Fajardo             | KOT   | 4 (12)  | 10/10/1975 | Madrid                 |
| 48  | Victoria     | 28-14-6    | Mario Molina               | PTS   | 8       | 16/8/1975  | Madrid                 |
| 47  | Derrota      | 27-14-6    | Mimoun Mohatar             | PTS   | 8       | 2/7/1975   | Madrid                 |
| 46  | Nulo         | 27-13-6    | Mario Molina               | PTS   | 8       | 5/6/1975   | Bilbao                 |
| 45  | Derrota      | 27-13-5    | Domenico di Jorio          | PTS   | 8       | 30/4/1975  | Nápoles                |
| 44  | Victoria     | 27-12-5    | Frank Medina               | DESC. | 6 (8)   | 14/2/1975  | Barcelona              |
| 43  | Derrota      | 26-12-5    | Moisés Fajardo             | KOT   | 5 (12)  | 11/1/1975  | Santa Cruz de Tenerife |
| 42  | Victoria     | 26-11-5    | Adriano Rodrigues          | PTS   | 8       | 14/12/1974 | Santa Cruz de Tenerife |
| 41  | Victoria     | 25-11-5    | Francisco Ramón Rodríguez  | KOT   | 5 (8)   | 16/11/1974 | Santa Cruz de Tenerife |
| 40  | Victoria     | 24-11-5    | Antonio Molina             | KO    | 3 (8)   | 25/10/1974 | Las Palmas             |
| 39  | Victoria     | 23-11-5    | Félix Romero               | KO    | 4 (8)   | 5/10/1974  | Las Palmas             |
| 38  | Derrota      | 22-11-5    | José González Dopico       | PTS   | 12      | 14/9/1974  | La Coruña              |
| 37  | Nulo         | 22-10-5    | Wolfgang Gans              | PTS   | 8       | 26/7/1974  | Madrid                 |
| 36  | Derrota      | 22-10-4    | Pascal Zito                | PTS   | 8       | 12/7/1974  | Madrid                 |
| 35  | Victoria     | 22-9-4     | Mimoun Mohatar             | PTS   | 8       | 22/5/1974  | Madrid                 |
| 34  | Derrota      | 21-9-4     | Marco Scano                | PTS   | 8       | 1/5/1974   | Cagliari               |
| 33  | Victoria     | 21-8-4     | Flash Patterson            | KOT   | 5 (8)   | 29/3/1974  | Barcelona              |
| 32  | Derrota      | 20-8-4     | Everaldo Costa Azevedo     | KOT   | 6 (8)   | 14/12/1973 | Barcelona              |
| 31  | Derrota      | 20-7-4     | José Durán                 | PTS   | 8       | 23/11/1973 | Barcelona              |
| 30  | Victoria     | 20-6-4     | Epifanio Collado           | KOT   | 6 (8)   | 2/11/1973  | Barcelona              |
| 29  | Derrota      | 19-6-4     | Damiano Lassandro          | KO    | 2 (8)   | 28/9/1973  | Sarzana                |
| 28  | Victoria     | 19-5-4     | Bo Hogberg                 | KOT   | 3 (8)   | 9/9/1973   | Palma de Mallorca      |
| 27  | Victoria     | 18-5-4     | Epifanio Collado           | KOT   | 6 (8)   | 10/8/1973  | Madrid                 |
| 26  | Nulo         | 17-5-4     | José María Madrazo         | PTS   | 8       | 20/7/1973  | Madrid                 |
| 25  | Nulo         | 17-5-3     | Fernando Pérez             | PTS   | 8       | 6/7/1973   | Madrid                 |
| 24  | Victoria     | 17-5-2     | Manuel Carracelas          | KOT   | 3 (8)   | 23/6/1973  | Valencia               |
| 23  | Derrota      | 16-5-2     | Mimoun Mohatar             | KOT   | 4 (8)   | 11/5/1973  | Madrid                 |
| 22  | Victoria     | 16-4-2     | Armstrong Vasco            | DESC. | 5 (8)   | 29/3/1973  | Madrid                 |
| 21  | Victoria     | 15-4-2     | Mimoun Mohatar             | PTS   | 8       | 9/3/1973   | Madrid                 |
| 20  | Victoria     | 14-4-2     | José María Madrazo         | PTS   | 8       | 25/11/1972 | Zaragoza               |
| 19  | Victoria     | 13-4-2     | Juan José Pardo            | PTS   | 8       | 27/10/1972 | Barcelona              |
| 18  | Derrota      | 12-4-2     | Mimoun Mohatar             | PTS   | 8       | 7/10/1972  | La Coruña              |
| 17  | Nulo         | 12-3-2     | Famoso Dongil              | PTS   | 10      | 22/9/1972  | Barcelona              |
| 16  | Victoria     | 12-3-1     | Juan Dongo                 | KOT   | 6 (8)   | 4/8/1972   | Ceuta                  |
| 15  | Victoria     | 11-3-1     | Famoso Dongil              | KO    | 6 (8)   | 28/6/1972  | Madrid                 |
| 14  | Victoria     | 10-3-1     | Ahmed Ait Ahmed            | PTS   | 8       | 24/3/1972  | Barcelona              |
| 13  | Victoria     | 9-3-1      | Vítor Marques              | KOT   | 4 (8)   | 18/2/1972  | Madrid                 |
| 12  | Derrota      | 8-3-1      | José González Dopico       | KOT   | 10 (12) | 17/12/1971 | Madrid                 |
| 11  | Victoria     | 8-2-1      | Pablo Vallecillo           | KOT   | 7 (8)   | 17/11/1971 | Barcelona              |
| 10  | Nulo         | 7-2-1      | Juan Pena                  | PTS   | 8       | 8/6/1971   | Madrid                 |
| 9   | Derrota      | 7-2        | Pablo Vallecillo           | PTS   | 8       | 21/5/1971  | Barcelona              |
| 8   | Victoria     | 7-1        | Francisco Martínez Larroya | KOT   | 6 (8)   | 14/5/1971  | Barcelona              |
| 7   | Victoria     | 6-1        | Antonio Molina             | KOT   | 6 (8)   | 15/4/1971  | Barcelona              |
| 6   | Victoria     | 5-1        | Francisco Sevilla          | KOT   | 6 (8)   | 19/2/1971  | Madrid                 |
| 5   | Victoria     | 4-1        | Andrés Pérez Gomis         | KOT   | 5 (8)   | 4/2/1971   | Barcelona              |
| 4   | Derrota      | 3-1        | Juan José Pardo            | KOT   | 3 (8)   | 18/12/1970 | Barcelona              |
| 3   | Victoria     | 3-0        | Francisco Sevilla          | KOT   | 2 (8)   | 4/12/1970  | Barcelona              |
| 2   | Victoria     | 2-0        | Juan José Antín            | KOT   | 1 (8)   | 20/11/1970 | Barcelona              |
| 1   | Victoria     | 1-0        | Felipe Prada               | KO    | 2 (6)   | 4/10/1970  | Torrejón de Ardoz      |

| Notas                                                                                               |
| --------------------------------------------------------------------------------------------------- |
| Disputa el título de España del peso wélter ante José Hernández (2 de octubre de 1982).             |
| Pierde el título de España del peso wélter ante Carlos Morales (8 de septiembre de 1979).           |
| Retiene el título de España del peso wélter ante Raúl Añón (9 de diciembre de 1978).                |
| Retiene el título de España del peso wélter ante José Ramón Gómez Fouz (11 de noviembre de 1978).   |
| Retiene el título de España del peso wélter ante Horacio Ruiz (12 de mayo de 1978).                 |
| Retiene el título de España del peso wélter ante José Carlos Díaz Requena (6 de noviembre de 1976). |
| Retiene el título de España del peso wélter ante Juan Pena (7 de septiembre de 1976).               |
| Retiene el título de España del peso wélter ante José Luis Palacios (28 de octubre de 1976).        |
| Retiene el título de España del peso wélter ante Moisés Fajardo (10 de enero de 1976).              |
| Gana el título de España del peso wélter ante Moisés Fajardo (10 de octubre de 1975).               |
| Disputa el título de España del peso wélter ante Moisés Fajardo (11 de enero de 1975).              |
| Disputa el título de España del peso wélter ante José González Dopico (14 de septiembre de 1974).   |
| Disputa el título de España del peso wélter ante José González Dopico (17 de diciembre de 1971).    |

## Filmografía
| Año  | Película                      | Papel               |
| ---- | ----------------------------- | ------------------- |
| 1977 | Juventud drogada              | Dany                |
| 1979 | El sexo ataca (1ª jornada)    | Él mismo            |
| 1980 | Yo hice a Roque III           | Kid Botija          |
| 1981 | El lobo negro                 | Sargento            |
| 1981 | Duelo a muerte                | Él mismo            |
| 1982 | El primer divorcio            | Monitor de gimnasio |
| 1982 | To er mundo e bueno... ¡mejó! | Él mismo            |

## Libros
- Mear sangre. Sedmay. 1976. ISBN 84-7380-178-4.
- Mear sangre. Autsaider Cómics. 2021. ISBN 978-84-12-33020-5.
- Dum Dum. Autsaider Cómics. 2024. ISBN 978-84-127652-3 -6.